# Szkarłatek właściwy

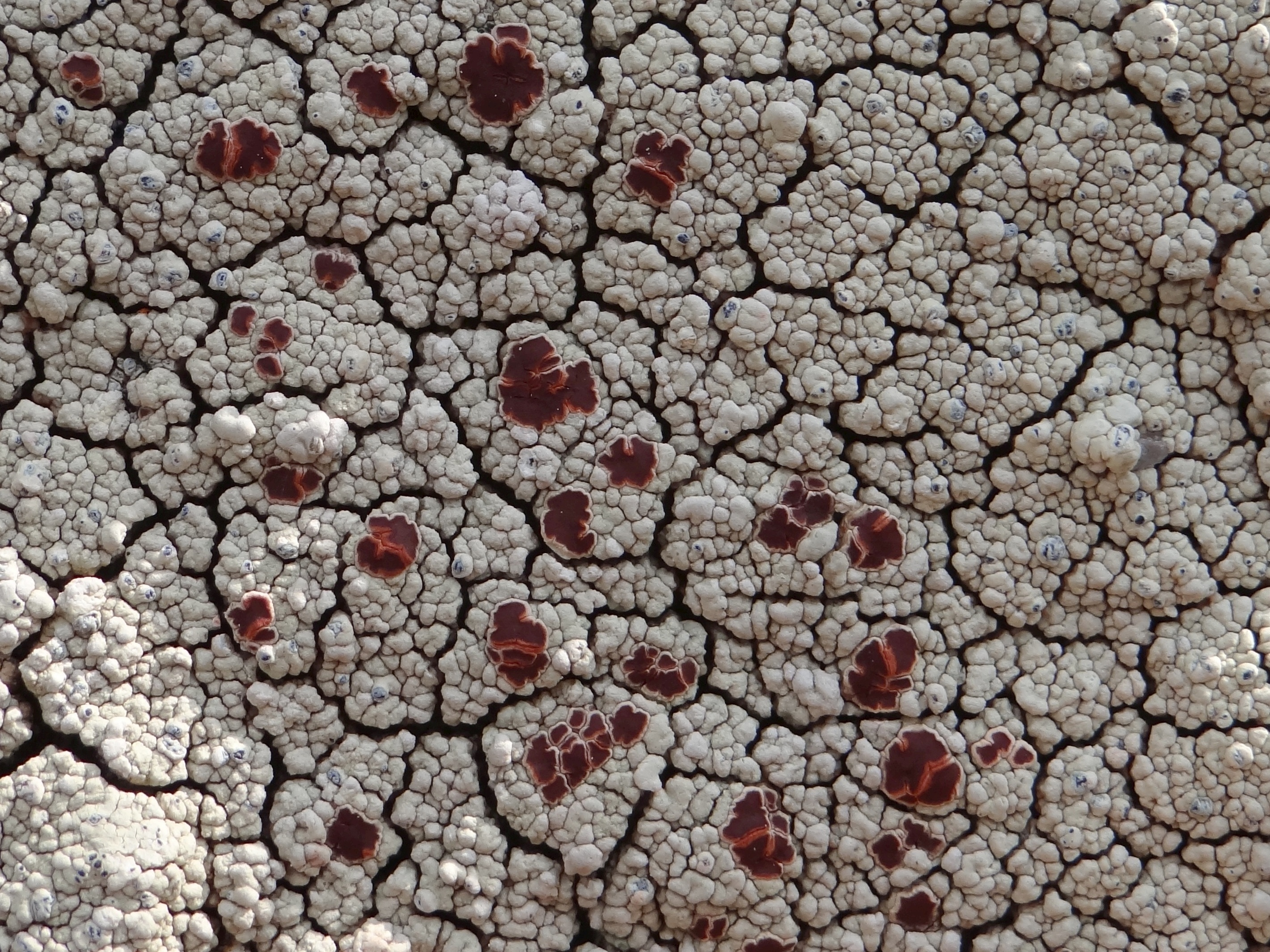
Fragment plechy z apotecjami

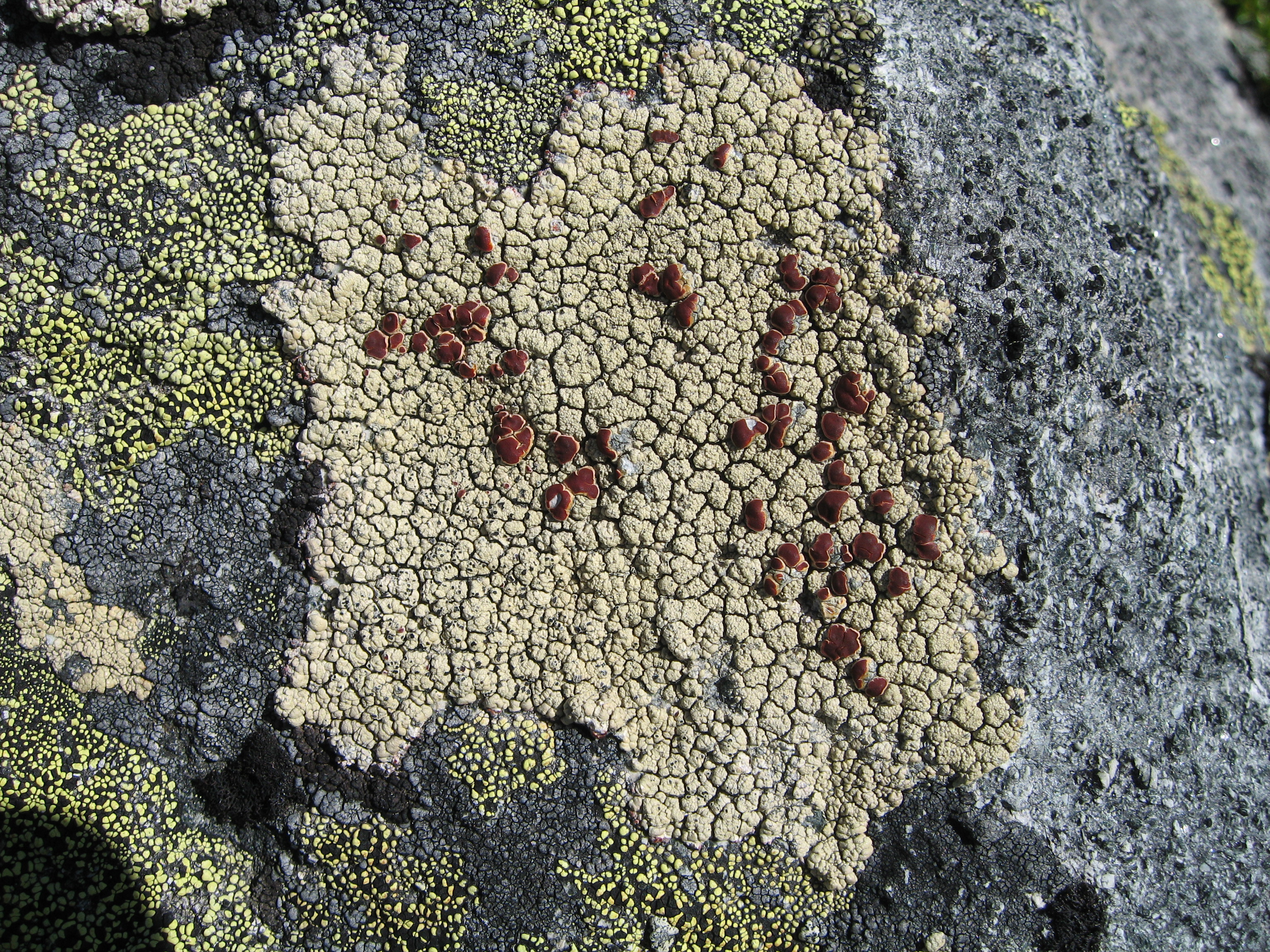

 Szkarłatek właściwy, krwawiec właściwy (Ophioparma ventosa (L.) Norman) – gatunek grzybów należący do rodziny Ophioparmaceae. Ze względu na współżycie z glonami zaliczany jest do porostów. 

## Systematyka i nazewnictwo
Pozycja w klasyfikacji według Index Fungorum: Ophioparma, Ophioparmaceae, Incertae sedis, Lecanoromycetidae, Lecanoromycetes, Pezizomycotina, Ascomycota, Fungi.
Po raz pierwszy takson ten zdiagnozował w roku 1753 Karol Linneusz nadając mu nazwę Lichen ventosus, później zaliczany bycł przez różnych lichenologów do różnych rodzajów. Obecną, uznaną przez Index Fungorum nazwę nadał mu w 1852 r. Johannes Musaeus Norman. Niektóre synonimy nazwy naukowej:.

- Callopisma pallidior (Nyl.) Müll. Arg. 1880
- Caloplaca pallidior (Nyl.) Hellb. 1896
- Gussonea ventosa (L.) Tornab. 1848
- Haematomma ventosum (L.) A. Massal. 1852
- Lecania ventosa (L.) Müll. Arg. 1862
- Lecanora pallidior Nyl. 1863
- Lecanora ventosa (L.)
- Lepadolemma ventosum (L.) Trevis.1851
- Lichen rufescens With. 1776
- Lichen ventosus L.1753
- Parmelia ventosa (L.) Ach. 1803
- Patellaria ventosa (L.) DC.1805
- Rinodina ventosa (L.) Gray1821
- Verrucaria ventosa (L.) Hoffm.1794
- Zeora ventosa (L.) Flot.1849

Nazwy polskie według Krytycznej listy porostów i grzybów naporostowych Polski. 

## Charakterystyka
Plecha skorupiasta, głęboko popękana, złożona z brodawek lub brodawkowatych areolek. Ma grubość do 4 mm, powierzchnię o barwie siarkowożółtej, żółtozielonej, żółtoszarej lub prawie czarnej. Brak urwistków.
Przeważnie dość licznie występują lekanorowe apotecja o średnicy do 3 mm i kulistym lub nieregularnym kształcie. Mogą być wgłębione w plechę, lub siedzące na niej. Mają płaskie lub nieco wypukłe i nagie tarczki o barwie od intensywnie krwistej do brunatnoczerwonej. Brzeżek apotecjów jest cienki i ma tę samą barwę co plecha. Z czasem zanika. Zarodniki 3–8-komórkowe, o kształcie od wąskowrzecionowatego do niemal igiełkowego i rozmiarach 40–55 × 3–5 μm. W jednym worku powstaje po 8 zarodników. Są bezbarwne i posiadają poprzeczne przegrody.
Reakcje barwne: K+ fioletowy. Kwasy porostowe: kwas divaricaticowy, kwas tamnoliowy i kwas usninowy. Badania naukowe wykazały, że Ophioparma ventosa jest zróżnicowany chemicznie i morfologicznie. Wyróżniono 3 chemotypy różniące się składem kwasów porostowych. Istnieją między nimi również pewne różnice morfologiczne, szczególnie w budowie zarodników

## Występowanie i siedlisko
Na półkuli północnej jest szeroko rozprzestrzeniony, na półkuli południowej nie występuje. W Europie północna granica zasięgu biegnie przez Grenlandię i archipelag Svalbard na Morzu Arktycznym. 
W Polsce występuje wyłącznie w Karpatach i Sudetach i jest rzadki. Znajduje się na Czerwonej liście roślin i grzybów Polski. Ma status VU – gatunek w sytuacji wysokiego ryzyka wymarcia w stanie dzikim w regionie. 
W Polsce rozwija się na skałach krzemianowych, wyłącznie w wyższych partiach gór.